# Tipula aurea
Tipula aurea är en tvåvingeart som först beskrevs av Müller 1764.  Tipula aurea ingår i släktet Tipula, ordningen tvåvingar, klassen egentliga insekter, fylumet leddjur och riket djur.
Artens utbredningsområde är Danmark. Inga underarter finns listade i Catalogue of Life.